# Coupe du monde féminine de football 1991
Navigation
Suède 1995
La Coupe du monde féminine de football 1991 est la première édition de la Coupe du monde de football féminin. 12 équipes participent au tournoi qui se déroule en Chine du 16 au 30 novembre 1991. Les États-Unis remportent la première Coupe du monde féminine en battant la Norvège en finale par 2 à 1. L'affluence a été de 510 000 spectateurs, soit une moyenne de 19 615 par match.

## Villes et stades retenus
Les six stades sélectionnés pour recevoir la Coupe du monde, tous situés dans la province du Guangdong, sont :
| \| Guangzhou Foshan Panyu Jiangmen Zhongshan \| Villes retenues |
| Guangzhou Foshan Panyu Jiangmen Zhongshan                       |

| Guangzhou Foshan Panyu Jiangmen Zhongshan |

## Acteurs de la Coupe du monde

### Équipes qualifiées
Douze équipes sont qualifiées pour la phase finale de la première Coupe du monde féminine. Les éliminatoires ont lieu dans le cadre des compétitions continentales excepté en Océanie : Championnat d'Afrique de football féminin 1991, Coupe d'Asie des nations de football féminin 1991, Championnat d'Europe de football féminin 1991, Championnat féminin de la CONCACAF 1991 et Sudamericano Femenino 1991.

### Arbitres
| Afrique - Omer Yengo - Fethi Boucetta Asie - Dai Yuguang - Haiseng Li - Jun Lu - Xuezhi Wang - Yu Jingyin - Zuo Xiudi - Raja Shrestha Gyanu CONCACAF - Rafael Rodriguez Medina - Maria Herrera Garcia | Amérique du Sud - Claudia Vasconcelos - Salvador Imperatore Marcone - John Toro Rendón Europe - Gertrud Regus - Nikakis Vassilios - James McCluskey - Ingrid Jonsson - Vadim Zhuk Océanie - Linda May Black |

## Phase finale

### Règlement
La FIFA a adapté les lois du jeu pour ce premier mondial féminin en fixant la durée du temps règlementaire des matchs à 80 minutes au lieu de 90. Lors de la phase à élimination directe, en cas d'égalité, une prolongation de 20 minutes (au lieu de 30) était disputée pour un total de 100 minutes (au lieu de 120). Cette règle concernant la durée des matchs fut particulièrement controversée, d'autant plus que les équipes au premier tour jouaient un match de groupe tous les deux jours : ce court temps de repos entre les rencontres apparut en effet contradictoire avec la règle du temps de jeu réduit qui était censée préserver les joueuses de la fatigue. La FIFA appliquera le temps règlementaire normal de 90 minutes pour la Coupe du monde féminine dès l'édition suivante.

### Premier tour

#### Groupe A
| Groupe A |                  |     |   |   |   |   |    |    |      |
|          | Équipe           | Pts | J | G | N | P | BP | BC | Diff |
| 1        | Chine            | 5   | 3 | 2 | 1 | 0 | 10 | 3  | +7   |
| 2        | Norvège          | 4   | 3 | 2 | 0 | 1 | 6  | 5  | +1   |
| 3        | Danemark         | 3   | 3 | 1 | 1 | 1 | 6  | 4  | +2   |
| 4        | Nouvelle-Zélande | 0   | 3 | 0 | 0 | 3 | 1  | 11 | -10  |

| 16 novembre | Chine    | 4 | 0 | Norvège          | Guangzhou |
| 17 novembre | Danemark | 3 | 0 | Nouvelle-Zélande | Guangzhou |
| 19 novembre | Chine    | 2 | 2 | Danemark         | Guangzhou |
| 19 novembre | Norvège  | 4 | 0 | Nouvelle-Zélande | Guangzhou |
| 21 novembre | Chine    | 4 | 1 | Nouvelle-Zélande | Foshan    |
| 21 novembre | Norvège  | 2 | 1 | Danemark         | Panyu     |

1re journée
| 16 novembre 1991 20:45 | Chine                             | 4 – 0 | Norvège | Tianhe Stadium, Guangzhou                                    |                                                              |
|                        | Ma 22e · Liu 45e 50e · Sun Q. 75e |       |         | Spectateurs : 65 000 Arbitrage : Salvador Imperatore Marcone | Spectateurs : 65 000 Arbitrage : Salvador Imperatore Marcone |
|                        | (Rapport)                         |       |         | Spectateurs : 65 000 Arbitrage : Salvador Imperatore Marcone | Spectateurs : 65 000 Arbitrage : Salvador Imperatore Marcone |

| 17 novembre 1991 19:45 | Danemark                       | 3 – 0 | Nouvelle-Zélande | Tianhe Stadium, Guangzhou                   |                                             |
|                        | Jensen 15e 40e · MacKensie 42e |       |                  | Spectateurs : 14 000 Arbitrage : Omer Yengo | Spectateurs : 14 000 Arbitrage : Omer Yengo |
|                        | (Rapport)                      |       |                  | Spectateurs : 14 000 Arbitrage : Omer Yengo | Spectateurs : 14 000 Arbitrage : Omer Yengo |

2e journée
| 19 novembre 1991 15:30 | Norvège                                          | 4 – 0 | Nouvelle-Zélande | Guangdong Provincial Stadium, Guangzhou                      |                                                              |
|                        | Campbell 30e (csc) · Medalen 32e 38e · Riise 49e |       |                  | Spectateurs : 12 000 Arbitrage : Salvador Imperatore Marcone | Spectateurs : 12 000 Arbitrage : Salvador Imperatore Marcone |
|                        | (Rapport)                                        |       |                  | Spectateurs : 12 000 Arbitrage : Salvador Imperatore Marcone | Spectateurs : 12 000 Arbitrage : Salvador Imperatore Marcone |

| 19 novembre 1991 19:45 | Chine                 | 2 – 2 | Danemark                 | Guangdong Provincial Stadium, Guangzhou             |                                                     |
|                        | Sun Wen 37e · Wei 76e |       | 24e Kolding · 55e Nissen | Spectateurs : 27 000 Arbitrage : Vassilios Nikkakis | Spectateurs : 27 000 Arbitrage : Vassilios Nikkakis |
|                        | (Rapport)             |       |                          | Spectateurs : 27 000 Arbitrage : Vassilios Nikkakis | Spectateurs : 27 000 Arbitrage : Vassilios Nikkakis |

3e journée
| 21 novembre 1991 19:45 | Chine                           | 4 – 1 | Nouvelle-Zélande | New Plaza Stadium, Foshan                           |                                                     |
|                        | Zhou 20e · Liu 22e 60e · Wu 24e |       | 65e Nye          | Spectateurs : 14 000 Arbitrage : Gyanu Raja Shresta | Spectateurs : 14 000 Arbitrage : Gyanu Raja Shresta |
|                        | (Rapport)                       |       |                  | Spectateurs : 14 000 Arbitrage : Gyanu Raja Shresta | Spectateurs : 14 000 Arbitrage : Gyanu Raja Shresta |

| 21 novembre 1991 19:45 | Norvège                           | 2 – 1 | Danemark             | Ying Dong Stadium, Panyu                    |                                             |
|                        | Svensson 14e (pen.) · Medalen 56e |       | 54e (pen.) Thychosen | Spectateurs : 15 500 Arbitrage : Vadim Zhuk | Spectateurs : 15 500 Arbitrage : Vadim Zhuk |
|                        | (Rapport)                         |       |                      | Spectateurs : 15 500 Arbitrage : Vadim Zhuk | Spectateurs : 15 500 Arbitrage : Vadim Zhuk |

#### Groupe B
| Groupe B |            |     |   |   |   |   |    |    |      |
|          | Équipe     | Pts | J | G | N | P | BP | BC | Diff |
| 1        | États-Unis | 6   | 3 | 3 | 0 | 0 | 11 | 2  | +9   |
| 2        | Suède      | 4   | 3 | 2 | 0 | 1 | 12 | 3  | +9   |
| 3        | Brésil     | 2   | 3 | 1 | 0 | 2 | 1  | 7  | -6   |
| 4        | Japon      | 0   | 3 | 0 | 0 | 3 | 0  | 12 | -12  |

| 17 novembre | Japon  | 0 | 1 | Brésil     | Foshan |
| 17 novembre | Suède  | 2 | 3 | États-Unis | Panyu  |
| 19 novembre | Japon  | 0 | 8 | Suède      | Foshan |
| 19 novembre | Brésil | 0 | 5 | États-Unis | Panyu  |
| 21 novembre | Japon  | 0 | 3 | États-Unis | Foshan |
| 21 novembre | Brésil | 0 | 2 | Suède      | Panyu  |

1re journée
| 17 novembre 1991 19:45 | Japon     | 0 – 1 | Brésil   | New Plaza Stadium, Foshan               |                                         |
|                        |           |       | 4e Elane | Spectateurs : 14 000 Arbitrage : Jun Lu | Spectateurs : 14 000 Arbitrage : Jun Lu |
|                        | (Rapport) |       |          | Spectateurs : 14 000 Arbitrage : Jun Lu | Spectateurs : 14 000 Arbitrage : Jun Lu |

| 17 novembre 1991 19:45 | Suède                           | 2 – 3 | États-Unis                  | Ying Dong Stadium, Panyu                          |                                                   |
|                        | Videkull 65e · I. Johansson 71e |       | 40e 49e Jennings · 62e Hamm | Spectateurs : 14 000 Arbitrage : John Toro Rendón | Spectateurs : 14 000 Arbitrage : John Toro Rendón |
|                        | (Rapport)                       |       |                             | Spectateurs : 14 000 Arbitrage : John Toro Rendón | Spectateurs : 14 000 Arbitrage : John Toro Rendón |

2e journée
| 19 novembre 1991 19:45 | Japon     | 0 – 8 | Suède                                                                                               | New Plaza Stadium, Foshan                           |                                                     |
|                        |           |       | 1re 11eVidekull · 15e 60e Andelen · 25e Lundgren · 27e Nilsson · 35e Sundhage · 70e (csc) Yamaguchi | Spectateurs : 14 000 Arbitrage : Gyanu Raja Shresta | Spectateurs : 14 000 Arbitrage : Gyanu Raja Shresta |
|                        | (Rapport) |       | | Spectateurs : 14 000 Arbitrage : Gyanu Raja Shresta | Spectateurs : 14 000 Arbitrage : Gyanu Raja Shresta |

| 19 novembre 1991 19:45 | Brésil    | 0 – 5 | États-Unis                                              | Ying Dong Stadium, Panyu                    |                                             |
|                        |           |       | 23e 35e Heinrichs · 38e Jennings · 39e Akers · 63e Hamm | Spectateurs : 15 500 Arbitrage : Vadim Zhuk | Spectateurs : 15 500 Arbitrage : Vadim Zhuk |
|                        | (Rapport) |       |                                                         | Spectateurs : 15 500 Arbitrage : Vadim Zhuk | Spectateurs : 15 500 Arbitrage : Vadim Zhuk |

3e journée
| 21 novembre 1991 15:30 | Japon     | 0 – 3 | États-Unis                  | New Plaza Stadium, Foshan                         |                                                   |
|                        |           |       | 20e 37e Akers · 39e Gebauer | Spectateurs : 14 000 Arbitrage : John Toro Rendón | Spectateurs : 14 000 Arbitrage : John Toro Rendón |
|                        | (Rapport) |       |                             | Spectateurs : 14 000 Arbitrage : John Toro Rendón | Spectateurs : 14 000 Arbitrage : John Toro Rendón |

| 21 novembre 1991 15:30 | Brésil    | 0 – 2 | Suède                             | Ying Dong Stadium, Panyu                |                                         |
|                        |           |       | 42e (pen.) Sundhage · 56e Hedberg | Spectateurs : 12 000 Arbitrage : Jun Lu | Spectateurs : 12 000 Arbitrage : Jun Lu |
|                        | (Rapport) |       |                                   | Spectateurs : 12 000 Arbitrage : Jun Lu | Spectateurs : 12 000 Arbitrage : Jun Lu |

#### Groupe C
| Groupe C |                |     |   |   |   |   |    |    |      |
|          | Équipe         | Pts | J | G | N | P | BP | BC | Diff |
| 1        | Allemagne      | 6   | 3 | 3 | 0 | 0 | 9  | 0  | +9   |
| 2        | Italie         | 4   | 3 | 2 | 0 | 1 | 6  | 2  | +4   |
| 3        | Taipei chinois | 2   | 3 | 1 | 0 | 2 | 2  | 8  | -6   |
| 4        | Nigeria        | 0   | 3 | 0 | 0 | 3 | 0  | 7  | -7   |

| 17 novembre | Taipei chinois | 0 | 5 | Italie    | Jiangmen  |
| 17 novembre | Allemagne      | 4 | 0 | Nigeria   | Jiangmen  |
| 19 novembre | Taipei chinois | 0 | 3 | Allemagne | Zhongshan |
| 19 novembre | Italie         | 1 | 0 | Nigeria   | Zhongshan |
| 21 novembre | Taipei chinois | 2 | 0 | Nigeria   | Jiangmen  |
| 21 novembre | Italie         | 0 | 2 | Allemagne | Zhongshan |

1re journée
| 17 novembre 1991 15:30 | Allemagne                                 | 4 – 0 | Nigeria | Jiangmen Stadium, Jiangmen                               |                                                          |
|                        | Neid 16e · Mohr 32e 34e · Göttschlich 57e |       |         | Spectateurs : 14 000 Arbitrage : Rafael Rodriguez Medina | Spectateurs : 14 000 Arbitrage : Rafael Rodriguez Medina |
|                        | (Rapport)                                 |       |         | Spectateurs : 14 000 Arbitrage : Rafael Rodriguez Medina | Spectateurs : 14 000 Arbitrage : Rafael Rodriguez Medina |

| 17 novembre 1991 15:30 | Taipei chinois | 0 – 5 | Italie                                               | Jiangmen Stadium, Jiangmen                      |                                                 |
|                        |                |       | 15e Ferraguzzi · 29e Marsiletti · 37e 52e 66e Morace | Spectateurs : 11 000 Arbitrage : Fethi Boucetta | Spectateurs : 11 000 Arbitrage : Fethi Boucetta |
|                        | (Rapport)      |       |                                                      | Spectateurs : 11 000 Arbitrage : Fethi Boucetta | Spectateurs : 11 000 Arbitrage : Fethi Boucetta |

2e journée
| 19 novembre 1991 15:30 | Italie     | 1 – 0 | Nigeria | Zhongshan Stadium, Zhongshan                     |                                                  |
|                        | Morace 68e |       |         | Spectateurs : 12 000 Arbitrage : James McCluskey | Spectateurs : 12 000 Arbitrage : James McCluskey |
|                        | (Rapport)  |       |         | Spectateurs : 12 000 Arbitrage : James McCluskey | Spectateurs : 12 000 Arbitrage : James McCluskey |

| 19 novembre 1991 19:45 | Taipei chinois | 0 – 3 | Allemagne                          | Zhongshan Stadium, Zhongshan                    |                                                 |
|                        |                |       | 10e (pen.) Wiegmann · 21e 50e Mohr | Spectateurs : 10 000 Arbitrage : Fethi Boucetta | Spectateurs : 10 000 Arbitrage : Fethi Boucetta |
|                        | (Rapport)      |       |                                    | Spectateurs : 10 000 Arbitrage : Fethi Boucetta | Spectateurs : 10 000 Arbitrage : Fethi Boucetta |

3e journée
| 21 novembre 1991 19:45 | Taipei chinois     | 2 – 0 | Nigeria | Jiangmen Stadium, Jiangmen                               |                                                          |
|                        | Lim 38e · Chou 55e |       |         | Spectateurs : 14 000 Arbitrage : Rafael Rodriguez Medina | Spectateurs : 14 000 Arbitrage : Rafael Rodriguez Medina |
|                        | (Rapport)          |       |         | Spectateurs : 14 000 Arbitrage : Rafael Rodriguez Medina | Spectateurs : 14 000 Arbitrage : Rafael Rodriguez Medina |

| 21 novembre 1991 19:45 | Italie    | 0 – 2 | Allemagne               | Zhongshan Stadium, Zhongshan                     |                                                  |
|                        |           |       | 67e Mohr · 79e Unsleber | Spectateurs : 12 000 Arbitrage : James McCluskey | Spectateurs : 12 000 Arbitrage : James McCluskey |
|                        | (Rapport) |       |                         | Spectateurs : 12 000 Arbitrage : James McCluskey | Spectateurs : 12 000 Arbitrage : James McCluskey |

#### Meilleures troisièmes
Un classement comparatif des trois troisièmes de groupe est réalisé afin d'en qualifier deux pour compléter le tableau des quarts de final.
|   | Équipe   | Pts | J | G | N | P | BP | BC | Diff |
| - | -------- | --- | - | - | - | - | -- | -- | ---- |
| 1 | Danemark | 3   | 3 | 1 | 1 | 1 | 6  | 4  | +2   |
| 2 | Taipei   | 2   | 3 | 1 | 0 | 2 | 2  | 8  | -6   |
| 3 | Brésil   | 2   | 3 | 1 | 0 | 2 | 1  | 7  | -6   |

### Tableau final
|  | Quarts de finale        | Quarts de finale       |                         |                         | Demi-finales            | Demi-finales            |   |  | Finale                  | Finale                  |
|  | Quarts de finale        | Quarts de finale       |                         |                         | Demi-finales            | Demi-finales            |   |  | Finale                  | Finale                  |
|  |                         |                        |                         |                         |                         |                         |   |  |                         |                         |
|  | 24 novembre - Foshan    | 24 novembre - Foshan   |                         |                         | 27 novembre - Guangzhou | 27 novembre - Guangzhou |   |  | 30 novembre - Guangzhou | 30 novembre - Guangzhou |
|  | 24 novembre - Foshan    | 24 novembre - Foshan   |                         |                         | 27 novembre - Guangzhou | 27 novembre - Guangzhou |   |  | 30 novembre - Guangzhou | 30 novembre - Guangzhou |
|  | États-Unis              | 7                      |                         |                         | 27 novembre - Guangzhou | 27 novembre - Guangzhou |   |  | 30 novembre - Guangzhou | 30 novembre - Guangzhou |
|  | États-Unis              | 7                      |                         |                         | 27 novembre - Guangzhou | 27 novembre - Guangzhou |   |  | 30 novembre - Guangzhou | 30 novembre - Guangzhou |
|  | Taipei chinois          | 0                      |                         |                         | 27 novembre - Guangzhou | 27 novembre - Guangzhou |   |  | 30 novembre - Guangzhou | 30 novembre - Guangzhou |
|  | Taipei chinois          | 0                      | États-Unis              | 5                       |                         |                         |   |  | 30 novembre - Guangzhou | 30 novembre - Guangzhou |
|  | 24 novembre - Zhongshan |                        | États-Unis              | 5                       |                         |                         |   |  | 30 novembre - Guangzhou | 30 novembre - Guangzhou |
|  |                         | Allemagne              | 2                       |                         |                         |                         |   |  | 30 novembre - Guangzhou | 30 novembre - Guangzhou |
|  | Allemagne               | Allemagne              | 2                       | 2 ap                    |                         |                         |   |  | 30 novembre - Guangzhou | 30 novembre - Guangzhou |
|  | Allemagne               |                        |                         | 2 ap                    |                         |                         |   |  | 30 novembre - Guangzhou | 30 novembre - Guangzhou |
|  | Danemark                | 1                      |                         |                         |                         |                         |   |  | 30 novembre - Guangzhou | 30 novembre - Guangzhou |
|  | Danemark                | 1                      | États-Unis              | 2                       |                         |                         |   |  |                         |                         |
|  | 24 novembre - Guangzhou |                        | États-Unis              | 2                       |                         |                         |   |  |                         |                         |
|  |                         | Norvège                | 1                       |                         |                         |                         |   |  |                         |                         |
|  | Chine                   | Norvège                | 1                       | 0                       |                         |                         |   |  |                         |                         |
|  | Chine                   | 27 novembre - Panyu    |                         | 0                       |                         |                         |   |  |                         |                         |
|  | Suède                   | 1                      |                         |                         |                         |                         |   |  |                         |                         |
|  | Suède                   | 1                      | Suède                   | 1                       |                         |                         |   |  |                         |                         |
|  | 24 novembre - Jiangmen  | 24 novembre - Jiangmen | Suède                   | 1                       | Match pour la 3e place  | Match pour la 3e place  |   |  |                         |                         |
|  | 24 novembre - Jiangmen  | 24 novembre - Jiangmen |                         | Norvège                 | Match pour la 3e place  | Match pour la 3e place  | 4 |  |                         |                         |
|  | Norvège                 | 3 ap                   | 29 novembre - Guangzhou | 29 novembre - Guangzhou |                         |                         | 4 |  |                         |                         |
|  | Norvège                 | 3 ap                   | 29 novembre - Guangzhou | 29 novembre - Guangzhou |                         |                         |   |  |                         |                         |
|  | Italie                  | 2                      |                         | Suède                   | 4                       |                         |   |  |                         |                         |
|  | Italie                  | 2                      |                         | Suède                   | 4                       |                         |   |  |                         |                         |
|  |                         |                        |                         |                         |                         |                         |   |  | Allemagne               | 0                       |
|  |                         |                        |                         |                         |                         |                         |   |  | Allemagne               | 0                       |

#### Quarts-de-finale
| 24 novembre 1991 15:30 | Danemark             | 1 – 2 a. p.    | Allemagne                      | Zhongshan Stadium, Zhongshan                        |                                                     |
|                        | MacKensie 25e (pen.) | (1 – 1, 1 – 1) | 17e (pen.) Wiegmann · 98e Mohr | Spectateurs : 12 000 Arbitrage : Vassilios Nikkakis | Spectateurs : 12 000 Arbitrage : Vassilios Nikkakis |
|                        | (Rapport)            |                |                                | Spectateurs : 12 000 Arbitrage : Vassilios Nikkakis | Spectateurs : 12 000 Arbitrage : Vassilios Nikkakis |

| 24 novembre 1991 19:45 | Chine     | 0 – 1   | Suède       | Tianhe Stadium, Guangzhou                         |                                                   |
|                        |           | (0 – 1) | 3e Sundhage | Spectateurs : 55 000 Arbitrage : John Toro Rendón | Spectateurs : 55 000 Arbitrage : John Toro Rendón |
|                        | (Rapport) |         |             | Spectateurs : 55 000 Arbitrage : John Toro Rendón | Spectateurs : 55 000 Arbitrage : John Toro Rendón |

| 24 novembre 1991 19:45 | Norvège                                         | 3 – 2 a. p.    | Italie                    | Jiangmen Stadium, Jiangmen                               |                                                          |
|                        | Hegstad 22e · Carlsen 67e · Svensson 96e (pen.) | (2 – 2, 1 – 1) | 31e Saimaso · 80e Guarino | Spectateurs : 13 000 Arbitrage : Rafael Rodriguez Medina | Spectateurs : 13 000 Arbitrage : Rafael Rodriguez Medina |
|                        | (Rapport)                                       |                |                           | Spectateurs : 13 000 Arbitrage : Rafael Rodriguez Medina | Spectateurs : 13 000 Arbitrage : Rafael Rodriguez Medina |

| 24 novembre 1991 19:45 | États-Unis                                                 | 7 – 0   | Taipei chinois | New Plaza Stadium, Foshan                   |                                             |
|                        | Akers 8e 29e 33e 44e (pen.) 48e · Foudy 38e · Biefield 79e | (4 – 0) |                | Spectateurs : 12 000 Arbitrage : Omer Yengo | Spectateurs : 12 000 Arbitrage : Omer Yengo |
|                        | (Rapport)                                                  |         |                | Spectateurs : 12 000 Arbitrage : Omer Yengo | Spectateurs : 12 000 Arbitrage : Omer Yengo |

#### Demi-finales
| 27 novembre 1991 15:30 | Suède       | 1 – 4   | Norvège                                             | Ying Dong Stadium, Panyu                         |                                                  |
|                        | Videkull 6e | (1 – 1) | 39e (pen.) Svensson · 41e 77e Medalen · 67e Carlsen | Spectateurs : 16 000 Arbitrage : James McCluskey | Spectateurs : 16 000 Arbitrage : James McCluskey |
|                        | (Rapport)   |         |                                                     | Spectateurs : 16 000 Arbitrage : James McCluskey | Spectateurs : 16 000 Arbitrage : James McCluskey |

| 27 novembre 1991 19:45 | Allemagne               | 2 – 5   | États-Unis                               | Guangdong Provincial Stadium, Guangzhou                      |                                                              |
|                        | Mohr 34e · Wiegmann 63e | (1 – 3) | 10e 22e 33e Jennings · 54e 75e Heinrichs | Spectateurs : 15 000 Arbitrage : Salvador Imperatore Marcone | Spectateurs : 15 000 Arbitrage : Salvador Imperatore Marcone |
|                        | (Rapport)               |         |                                          | Spectateurs : 15 000 Arbitrage : Salvador Imperatore Marcone | Spectateurs : 15 000 Arbitrage : Salvador Imperatore Marcone |

#### Match pour la troisième place
| 29 novembre 1991 19:45 | Suède                                                  | 4 – 0   | Allemagne | Guangdong Provincial Stadium, Guangzhou              |                                                      |
|                        | Andelen 7e · Sundhage 11e · Videkull 29e · Nilsson 43e | (3 – 0) |           | Spectateurs : 20 000 Arbitrage : Claudia Vasconcelos | Spectateurs : 20 000 Arbitrage : Claudia Vasconcelos |
|                        | (Rapport)                                              |         |           | Spectateurs : 20 000 Arbitrage : Claudia Vasconcelos | Spectateurs : 20 000 Arbitrage : Claudia Vasconcelos |

#### Finale
| 30 novembre 1991 19:45 | Norvège     | 1 – 2   | États-Unis    | Tianhe Stadium, Guangzhou                   |                                             |
|                        | Medalen 29e | (1 – 1) | 20e 78e Akers | Spectateurs : 63 000 Arbitrage : Vadim Zhuk | Spectateurs : 63 000 Arbitrage : Vadim Zhuk |
|                        | (Rapport)   |         |               | Spectateurs : 63 000 Arbitrage : Vadim Zhuk | Spectateurs : 63 000 Arbitrage : Vadim Zhuk |

## Statistiques, classements et buteurs

### Soulier d'or de la meilleure buteuse
10 buts
- Michelle Akers

7 buts
- Heidi Mohr

6 buts
- Linda Medalen
- Carin Jennings

5 buts
- Lena Videkull

4 buts
- Liu Ailing
- Pia Sundhage
- April Heinrichs
- Carolina Morace

3 buts
- Bettina Wiegmann
- Tina Svensson
- Anneli Andelen

2 buts
| - Helle Jensen - Susan MacKensie - Agnete Carlsen | - Helen Nilsson - Mia Hamm |  |

1 but
| - Elane Rego dos Santos - Ma Li - Sun Qingmei - Sun Wen - Wei Haiying - Wu Weiying - Zhou Yang - Lim Meei-chun - Chou Tai-ying - Gudrun Göttschlich | - Silvia Neid - Britta Unsleber - Feriana Ferraguzzi - Rita Guarino - Adele Marsiletti - Raffaella Saimaso - Susanne Hedberg - Ingrid Johansson - Malin Lundgren | - Lisbet Kolding - Hanne Nissen - Annette Thychosen - Kim Barbara Nye - Birthe Hegstad - Hege Riise - Joy Biefield - Julie Foudy - Wendy Gebauer |

Buts contre son camp
- Julia Campbell (pour la Norvège)
- Sayuri Yamaguchi (pour la Suède)